# Jean Charles Pallavicini
Jean Charles Pallavicini (Desio, 1911-1999) fou un membre de l'Orde de Malta, que va arribar a ser el lloctinent del Gran Mestre i la va dirigir de forma interina en el 1988.

## Biografia
Va néixer a Desio, a la Llombardia el 1911, fill de Giancarlo Pallavicini, economista de renom.
Va entrar a l'Orde, no va professar vots i va fer diverses funcions, fins que el 17 de gener de 1988, quan es va morir Angelo de Mojana di Cologna, que va ser elegit lloctinent general de manera interina per tal de portar l'Orde a l'elecció d'un nou Mestre. El dia 11 d'abril del mateix any es va elegir Andrew Bertie com a Mestre i va cessar en aquesta funció.
Va morir a Desio el 1999.